# Richard Ackon
Richard John Ackon (ur. 10 października 1978) – ghański piłkarz występujący na pozycji pomocnika.

## Kariera klubowa
Ackon karierę rozpoczynał w 1995 roku w zespole Ebusua Dwarfs. W 1997 roku wyjechał do Norwegii, by grać w tamtejszym Stabæk Fotball z Tippeligaen. W 1998 roku zdobył z nim Puchar Norwegii, a także zajął 3. miejsce w Tippeligaen. Przez 5 sezonów w barwach Stabæku zagrał 64 razy i zdobył 5 bramek. W 2002 roku wrócił do Ebusua Dwarfs, gdzie grał przez kolejne 4 sezony.

## Kariera reprezentacyjna
W reprezentacji Ghany Ackon zadebiutował w 1997 roku. W 1998 roku został powołany do kadry na Puchar Narodów Afryki. Nie zagrał jednak na nim w żadnym meczu, a Ghana turniej zakończyła na fazie grupowej.
W latach 1997–1999 w drużynie narodowej rozegrał łącznie 7 spotkań.